# 洛哈加特
洛哈加特（Lohaghat），是印度北阿坎德邦Champawat县的一个城镇。总人口5828（2001年）。

## 人口
该地2001年总人口5828人，其中男性3242人，女性2586人；0—6岁人口817人，其中男489人，女328人；识字率77.11%，其中男性为79.12%，女性为74.59%。